# 벨의 우주선 역설

벨의 우주선 역설. 위: S에서는 실이 수축하는 동안에 우주선 사이의 거리는 동일하게 유지된다. 아래: S'에서는 우주선 사이의 거리가 증가하는 반면 실의 길이는 그대로 유지된다.

벨의 우주선 역설(Bell's spaceship paradox)은 특수 상대성이론의 사고실험이다. 초기 E. 디원(E. Dewan)과 M. 비런(M. Beran)이 제시했던 모델로, 2개의 우주선 사이에 길이가 일정한 실을 묶은 후 두 우주선을 멈춰있는 관찰자 입장에서 동일하게 운동을 시키는 사고실험이다. 얼핏 보면 사이의 실이 끊어지지 않을 것 같지만 끊어진다.

## 같이 보기
- 가속 좌표계
- 쌍둥이 역설